# Volleybalvereniging Orion 2021-2022 (maschile)
Questa voce raccoglie le informazioni riguardanti il Volleybalvereniging Orion nelle competizioni ufficiali della stagione 2021-2022.

## Organigramma societario
Area direttiva
- Presidente: Wijnand Geerdink

Area tecnica
- Allenatore: Dirk Sparidans

## Rosa
| N° | Nome               | Ruolo | Data di nascita  | Nazionalità sportiva |
| -- | ------------------ | ----- | ---------------- | -------------------- |
| 1  | Jannes van der Ham | C     | 9 aprile 1995    | Paesi Bassi          |
| 2  | Beau Wortelboer    | C     | 6 ottobre 2003   | Paesi Bassi          |
| 3  | Stijn Held         | P     | 3 novembre 1994  | Paesi Bassi          |
| 4  | Tijmen Laane       | S     | 2 febbraio 1988  | Paesi Bassi          |
| 5  | Colin Zuijdgeest   | S     | 8 settembre 1998 | Paesi Bassi          |
| 6  | Jan Helenius       | S     | 13 ottobre 1996  | Finlandia            |
| 7  | Jasper Wijkstra    | S     | 29 aprile 2002   | Paesi Bassi          |
| 8  | Mikkel Hoff        | P     | 15 ottobre 2001  | Danimarca            |
| 9  | Adam White         | S     | 8 settembre 1989 | Australia            |
| 10 | Rob Jorna          | L     | 3 ottobre 1992   | Paesi Bassi          |
| 12 | Nicholas Butler    | P     | 27 giugno 1997   | Australia            |
| 13 | Joonas Jokela      | O     | 12 dicembre 1998 | Finlandia            |
| 15 | Mats Bleeker       | L     | 7 maggio 1998    | Paesi Bassi          |
| 16 | Jasper Diefenbach  | C     | 17 marzo 1988    | Paesi Bassi          |
| 20 | Kees Merkx         | P     | 3 giugno 2003    | Paesi Bassi          |

## Statistiche

### Statistiche di squadra
| Competizione          | Punti | In casa | In casa | In casa | In trasferta | In trasferta | In trasferta | Totale | Totale | Totale |
| Competizione          | Punti | G       | V       | P       | G            | V            | P            | G      | V      | P      |
| --------------------- | ----- | ------- | ------- | ------- | ------------ | ------------ | ------------ | ------ | ------ | ------ |
| Eredivisie            | 58/15 | 15      | 13      | 2       | 14           | 12           | 2            | 29     | 25     | 4      |
| Coppa dei Paesi Bassi | -     | 3       | 3       | 0       | 0            | 0            | 0            | 4      | 3      | 1      |
| Coppa CEV             | -     | 3       | 2       | 1       | 3            | 2            | 1            | 6      | 4      | 2      |
| Totale                | -     | 21      | 18      | 3       | 17           | 14           | 3            | 39     | 32     | 7      |

### Statistiche dei giocatori
| Giocatore      | Coppa CEV | Coppa CEV | Coppa CEV | Coppa CEV | Coppa CEV |
| Giocatore      | P         | PT        | AV        | MV        | BV        |
| -------------- | --------- | --------- | --------- | --------- | --------- |
| M. Bleeker     | 5         | 0         | 0         | 0         | 0         |
| N. Butler      | -         | -         | -         | -         | -         |
| J. Diefenbach  | 5         | 38        | 26        | 11        | 1         |
| S. Held        | 5         | 12        | 2         | 3         | 7         |
| J. Helenius    | 1         | 0         | 0         | 0         | 0         |
| M. Hoff        | 3         | 1         | 0         | 0         | 1         |
| J. Jokela      | 5         | 64        | 54        | 6         | 4         |
| R. Jorna       | 1         | 1         | 1         | 0         | 0         |
| T. Laane       | 5         | 35        | 28        | 4         | 3         |
| K. Merkx       | 2         | 0         | 0         | 0         | 0         |
| J. van der Ham | 5         | 17        | 11        | 6         | 0         |
| A. White       | 5         | 65        | 59        | 5         | 1         |
| J. Wijkstra    | 4         | 10        | 10        | 0         | 0         |
| B. Wortelboer  | 5         | 10        | 7         | 2         | 1         |
| C. Zuijdgeest  | 4         | 11        | 10        | 0         | 1         |

P = presenze; PT = punti totali; AV = attacchi vincenti; MV = muri vincenti; BV = battute vincenti

NB: Non sono disponibili i dati relativi alla Eredivisie e alla Coppa dei Paesi Bassi